# Anosy (Tsiroanomandidy)
Anosy est une commune urbaine malgache située dans la partie est de la région de Bongolava.